# Американський пиріг 2
«Американський пиріг 2» (англ. American Pie 2) — американський комедійний фільм 2001 р. режисера Джеймса Роджерса, сценариста Адама Герца, сиквел комедії Американський пиріг (1999). Фільм випущений у Сполучених Штатах 10 серпня 2001 р. і зібрав понад $145 млн в США і $142 млн за кордоном з бюджетом $30 млн. Продовженням є фільм 2003 р. — Американський пиріг 3: Весілля.
Сюжет розгортається навколо п'яти друзів з першого фільму, як вони возз'єднуються влітку після першого року навчання в коледжі. Це історія про Джима, Кевіна, Стіва («Стіфлер»), Кріса («Оз») і Пола («Фінч») та їх спроби взяти участь у найбільшій літній вечірці всіх часів. Більша частина фільму відбувається в будинку влітку на пляжі в Грант-Харбор, штат Мічиган, за запрошенням старшого брата Кевіна.

## Сюжет
Закінчивши перший курс у коледжі, п'ятеро друзів  — Кевін, Джим, Оз, Фінч і Стіфлер, вирішили на літні канікули орендувати будинок на березі озера Мічиган. Туди ж відправляються й інші герої першого фільму  — Шерман, Джесіка, Вікі.
Це їхній перший дорослий відпочинок, де вони зможуть займатися всім чим захочуть протягом усіх канікул! 
Брат Кевіна розповідає як було здорово в його часи, коли він з друзями поїхав так само на перші свої канікули. Натхненні розповіддю п'ятеро друзів мріють провести свої канікули не гірше. Ну а який же відпочинок без дівчат?
Джим дізнається, що наприкінці літа його відвідає Надя, яка спеціально приїде до нього в гості. Джим божеволіє від безвихідної ситуації, передчуваючи, що знову зганьбиться! Він згадує Мішель, дівчину, з якою у нього був перший секс, і вирішує що вона зможе йому допомогти! Тим паче, що Мішель відпочиває в таборі скаутів «Високі дуби», розташованому по сусідству. Джим відправляється до неї. Весь фільм Мішель вчить Джима, як правильно поводитися з дівчатами, навчає всім тонкощам любощів. Не обійшлося і тут без курйозів   — коли Джим очікував Мішель на першу зустріч, його застукали організатори концерту в таборі та виштовхали на сцену з тромбоном, прийнявши за розумово відсталого тромбоніста Піті. Джим змушений «імпровізувати» та видавати абсолютно непристойні звуки, що нагадують метеоризм, за допомогою тромбона, зображуючи при цьому «місячну ходу». А пізніше, під час одного з «тренувань» у репетиційному приміщенні оркестру Мішель засовує мундштук труби в анус Джима, після чого повертається керівник оркестру, а Джим і Мішель, що втекли до цього чують, як той грає на «тій самій» трубі.
Вікі помітно подорослішала та покращала, в її характері з'явилася жорсткість. Тепер у неї новий хлопець, а Кевіну, який її більше не цікавить, вона пропонує залишитися просто друзями. Кевін, незважаючи на те, що вже давно не спілкується з Вікі, починає живити безплідні надії на те, щоб її повернути, влаштовує сцени ревнощів.
Хезер і Оз відчувають один до одного справжні світлі почуття, вони зберігають вірність один одному протягом усього фільму та намагаються зайнятися сексом по телефону (оскільки Хезер полетіла на практику до Іспанії), чому заважає Стіфлер, який їх підслуховує.
Фінч продовжує марити про маму Стіфлера і на будь-яку образу з боку приятеля козиряє цим, чим злить Стіва. А сам Стіфлер полює за парою лесбійок, які проживають у сусідньому будинку та одного разу разом з друзями пробирається в їх будинок, що закінчується тим, що дівчата (ніякі, природно, НЕ лесбійки) зло жартують над хлопцями та змушують поцілуватися Джима та Стіва.
Наприкінці фільму на глядачів чекає романтична розв'язка. Джим знову розуміє, що секс це не головне. Важливо те як ти почуваєш себе з тією чи іншою людиною, важливо як легко ти можеш спілкуватися з однією і як ти будеш прикидатися тим, ким ти не є з іншою! Джим розуміє, що Надя, нехай і дуже гарна дівчина, йому зовсім не потрібна. Він повертається до Мішель, яку веде з собою на вечірку Стіфлера прямо зі сцени, де та виступала. Кінцівка другого американського пирога, стала підставою для сценарію фільму «Американський пиріг: Весілля».
Що ж до інших героїв, то Кевін приймає рішення не морочити собі голову і все ж залишитися друзями з Вікі. Хезер приїжджає до Оза, чому той невимовно радий. Шерман позбавляється невинності з Надею. А Стіфлер все ж спокушає обох «лесбійок» та проводить з ними ніч. Ну, і Фінч отримує своє щастя  — коли друзі вже зібралися їхати, до їх будиночка несподівано під'їжджає мама Стіфлера та відвозить Фінча, щоб зайнятися з ним сексом прямо в автомобілі.
Фільм наповнений типовими веселими жартами, на кшталт першому пирогу, в яких друзі потрапляють в забавні історії через їх нестримного прагнення до сексу, а також туалетним гумором.

## У ролях
- Джейсон Біґґз — Джим Левенстейн
- Елісон Ганніган — Мішель Флаерті
- Кріс Кляйн — Кріс «Оз» Озтрайкер
- Томас Ян Ніколас — Кевін Маєрс
- Едді Кей Томас — Пол Фінч
- Шон Вільям Скотт — Стівен «Стіфмайстер» Стіфлер
- Шеннон Елізабет — Надя
- Тара Рід — Вікторія Латум
- Міна Суварі — Гізер
- Юджин Леві — Батько Джима
- Дженніфер Кулідж — Мама Стіфлера
- Кріс Овен — Чак «Шермінатор» Шерман
- Наташа Лайонн — Джесіка
- Джон Чо — Джон
- Джастін Ісфельд — Джастін

## Виробництво

### Зйомки

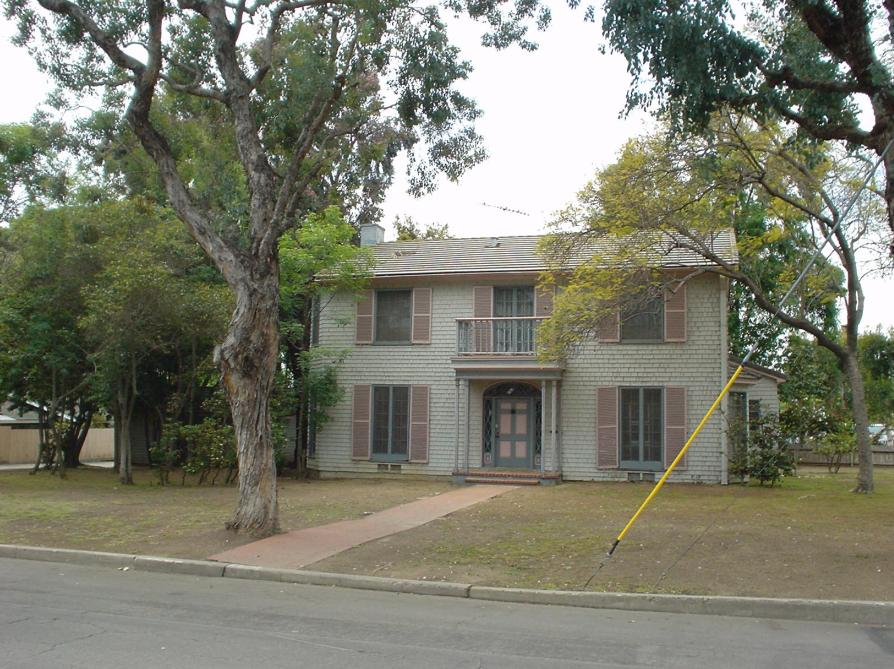
Вид на будинок у Лонг-Біч, штат Каліфорнія, де п’ятеро друзів-персонажів працювали, щоб пофарбувати цей будинок у жовтий колір під час відпочинку на озері.

Основні зйомки розпочалися 14 лютого і завершилися 27 квітня 2001 року. Було випущено дві версії фільму: кінотеатральну та нерейтингову. Для кінотеатральної версії фільм трохи скорочено, загалом змінено 19 сцен. У результаті «Американський пиріг 2» отримав рейтинг R від Асоціації кінематографів Америки через «сильний сексуальний вміст, грубий гумор, мову та алкоголь».
Теглайни:
- «Цього літа все злипнеться».
- «Приготуйтеся до іншого шматку пирога!»
- «Часи змінюються. Люди змінюються. Але друзі і сім'я — назавжди».
- «Час для твого наступного шматка пирога!»
- «Це час для другої порції».[4]

Едді Кей Томас сміявся так сильно з Шона Вільяма Скотта під час сцени поцілунку між Джимом і Стівеном, що його з більшості кадрів вирізали. Ось чому ці сцени містять кадри тільки Стіфлера і Левенстейна, хоча Фінч повинен стояти поруч з ними.
Шонн Вільям Скотт імпровізував над деякими своїми репліками, це можна спостерігати за його емоційною реакцією в деяких сценах. Наприклад, коли він говорить Джесіці, що він хоче знати, зі скількома жінками вона спала цього року — смішна реакція Наташі Ліонне є справжньою, вона не акторствує.
Побоюючись типажів, Шеннон Елізабет відмовилася знятися оголеною в цьому сиквелі.
Білл Пекстон був спочатку обраний на роль батька Стіфлера, але був змушений покинути проект через жорсткий графік своїх ролей.

### Сценарій
В цьому фільмі розкривається справжнє ім'я мами Стіфлера — Жанін.

## Реліз
«Американський пиріг 2» випущений на VHS та DVD 15 січня 2002 року. Фільм випущений у двох різних версіях: для кінотеатрів і без рейтингу. Вони складаються з широкоформатних і повноекранних версій та містять звукові доріжки Dolby Digital і DTS.

## Сприйняття
Рейтинг на IMDb — 6,4/10.